# Formstrich

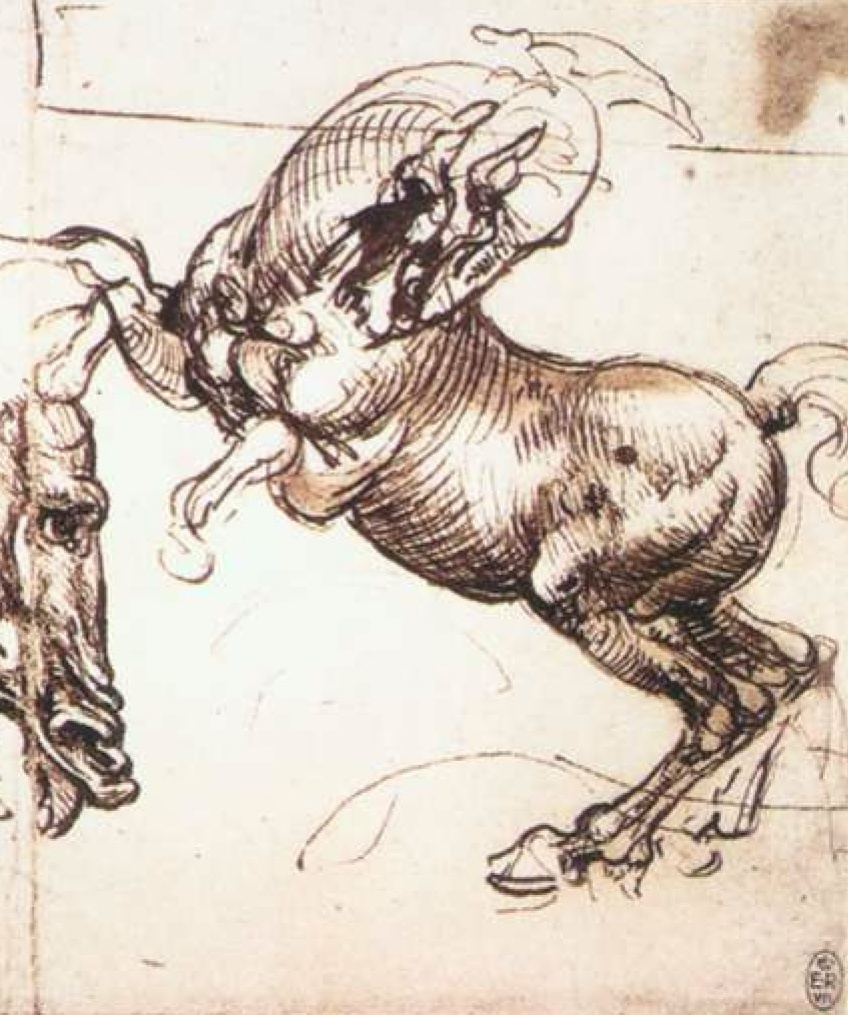
Leonardo da Vinci: Pferdestudie (Ausschnitt aus: Pferdestudien zur Schlacht von Anghiari), um 1503/1504, Zeichnung. Formstrich mit Licht- und Schattenwirkung

Der Formstrich (auch Formlinie, formgebende Linie, formfolgende Schraffur, Formschraffur, Konturschraffur, englisch: contour hatching) ist ein grafisches Gestaltungselement, das sich der Oberfläche oder der Kontur eines meist gerundeten Gegenstandes anpasst. Zum einen bezeichnet der Formstrich eine spezielle Form der Schraffur, die Formschraffur. Zum anderen kann der Formstrich eine einzelne Linie bezeichnen, die erst im Verbund mehrerer Linien eine Formschraffur bildet.

## Beschreibung

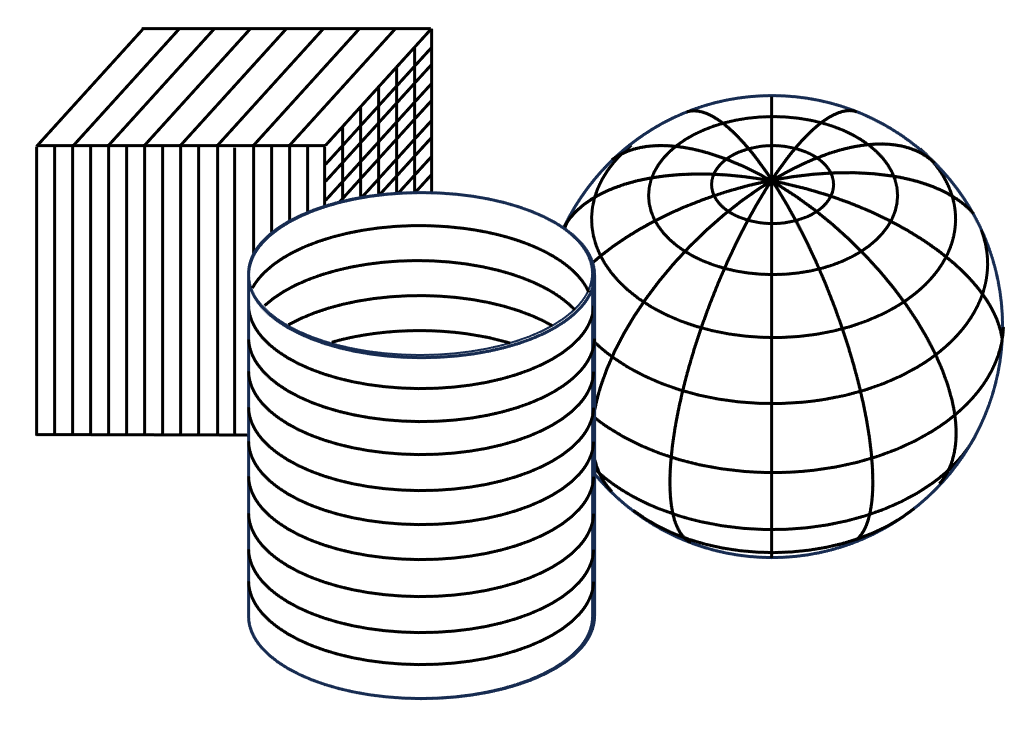
Formstrich bei Würfel, Zylinder, Kugel

Während sich eckige Gegenstände wie Würfel mit Hilfe der Linearperspektive darstellen lassen, stößt diese bei gerundeten Gegenständen wie bei einer Kugel auf ihre Grenzen. Mit dem Formstrich lassen sich Rundungen auf Körpern und Oberflächen darstellen und damit Plastizität verdeutlichen. Die plastische Form eines Gegenstandes entsteht durch Ein- und Ausbiegen der Linien. Licht- und Schattensituationen mit allmählichen Übergängen lassen sich durch Aussparungen (helle Stellen), unterschiedlich dichte Formstriche (etwas dunklere Stellen) und durch gekreuzte Strichlagen (sehr dunkle Stellen) erzeugen. Damit erhöht sich der Eindruck der Körperhaftigkeit.

## Anwendung
Der Formstrich kommt bevorzugt bei hartem Material zur Anwendung. Bei den entstehenden Kunstwerken ist die klare Linienführung ein wesentliches Gestaltungsmerkmal. So wird der Formstrich oft im Kupferstich, Holzschnitt, bei Feder- und Tintenzeichnungen angewandt. Aber auch in Vektorgrafiken oder in Zeichnungen mit Bleistift, Buntstiften oder Pastellkreiden findet er Verwendung. Künstler wie Leonardo da Vinci (1452–1519), Albrecht Dürer (1471–1528) oder Paul Klee (1879–1940) nutzen den Formstrich in ihren Drucken und Zeichnungen, um Schatten und Volumen zu erzeugen.

## Bildbeispiele

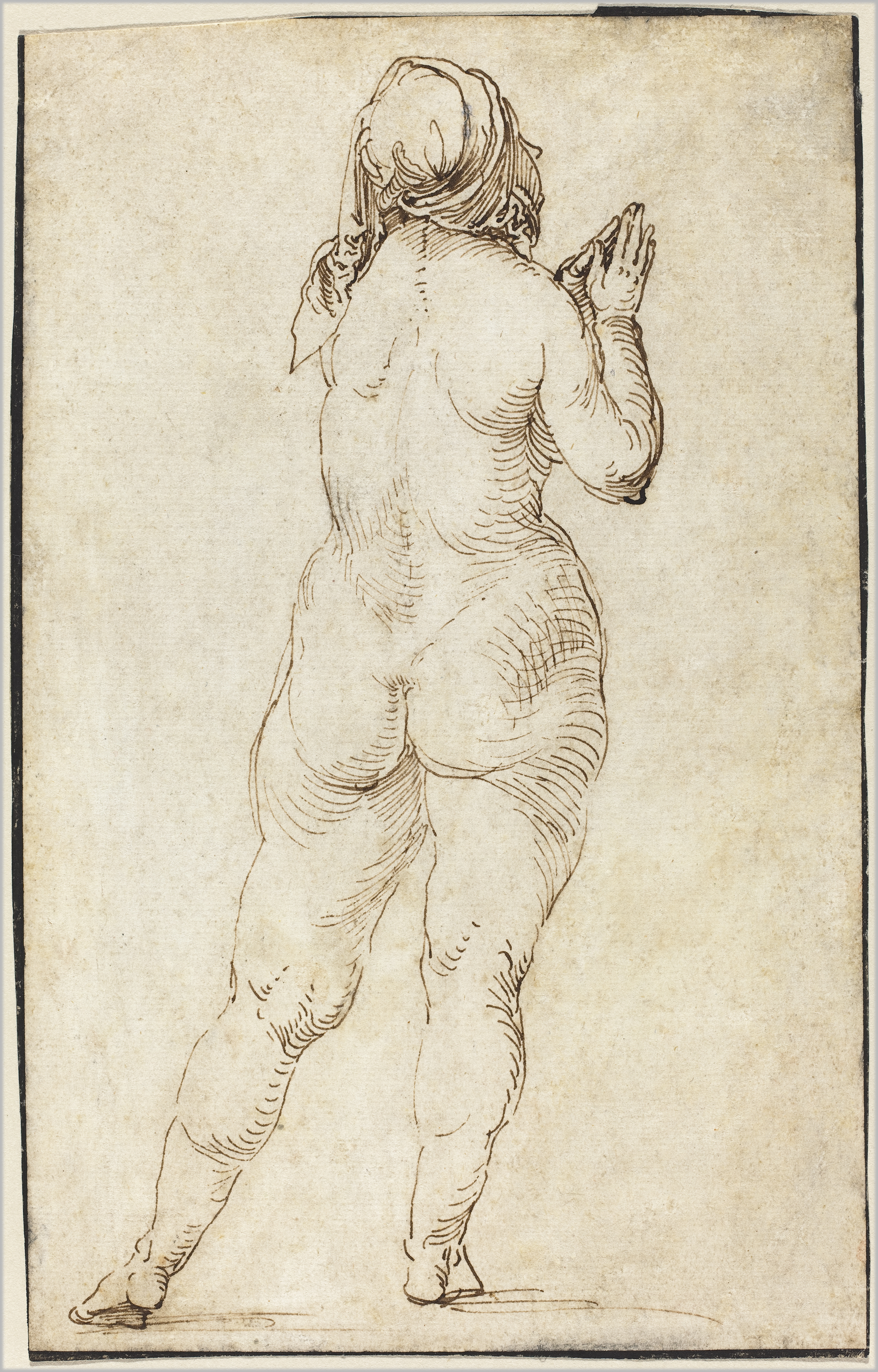
Albrecht Dürer: Weiblicher Akt betend, um 1497/1500, Zeichnung mit Feder und brauner Tinte auf Büttenpapier
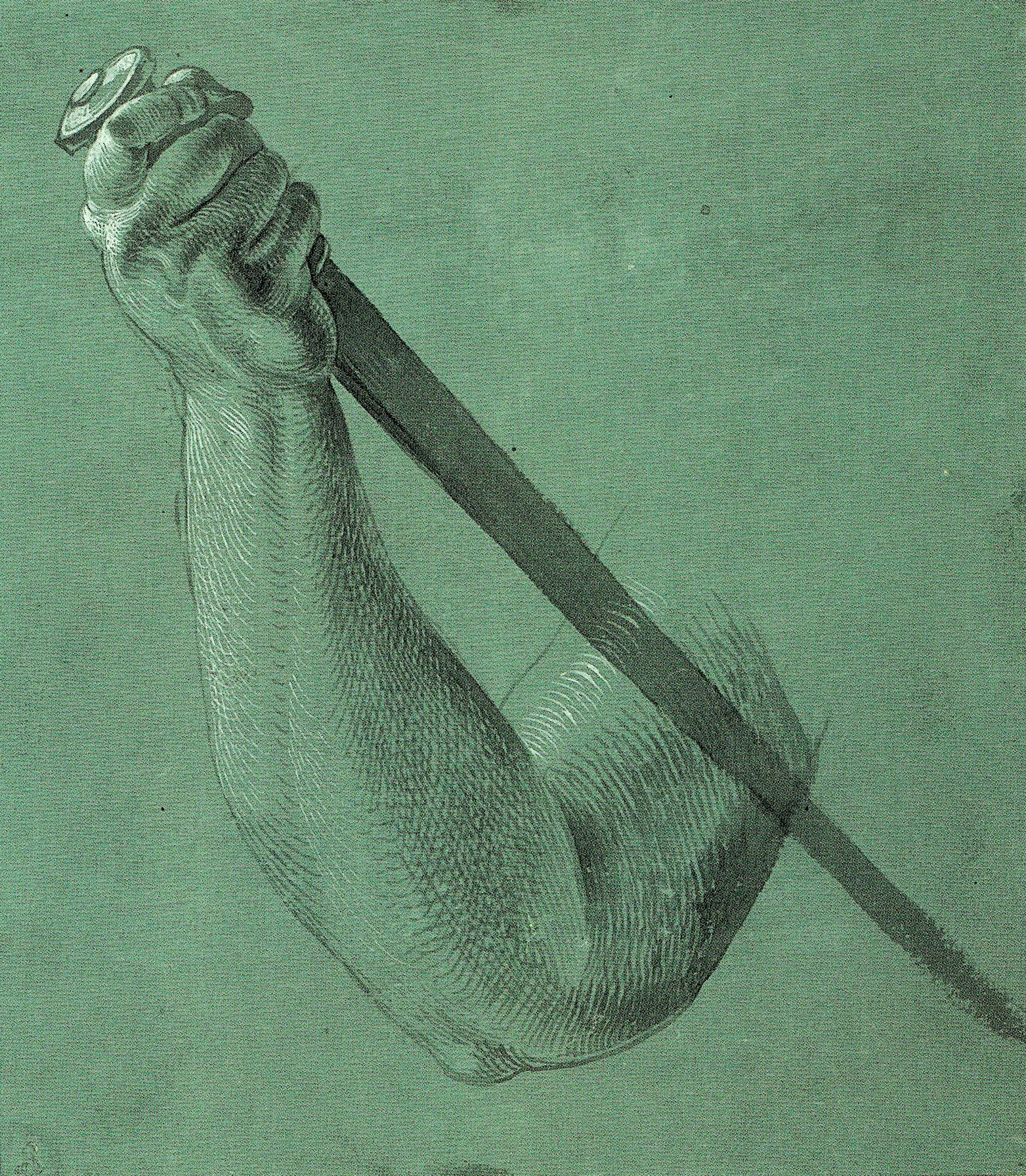
Albrecht Dürer: Arm mit Dolch, 1508. Formstrich in Weiß, Grau und Schwarz
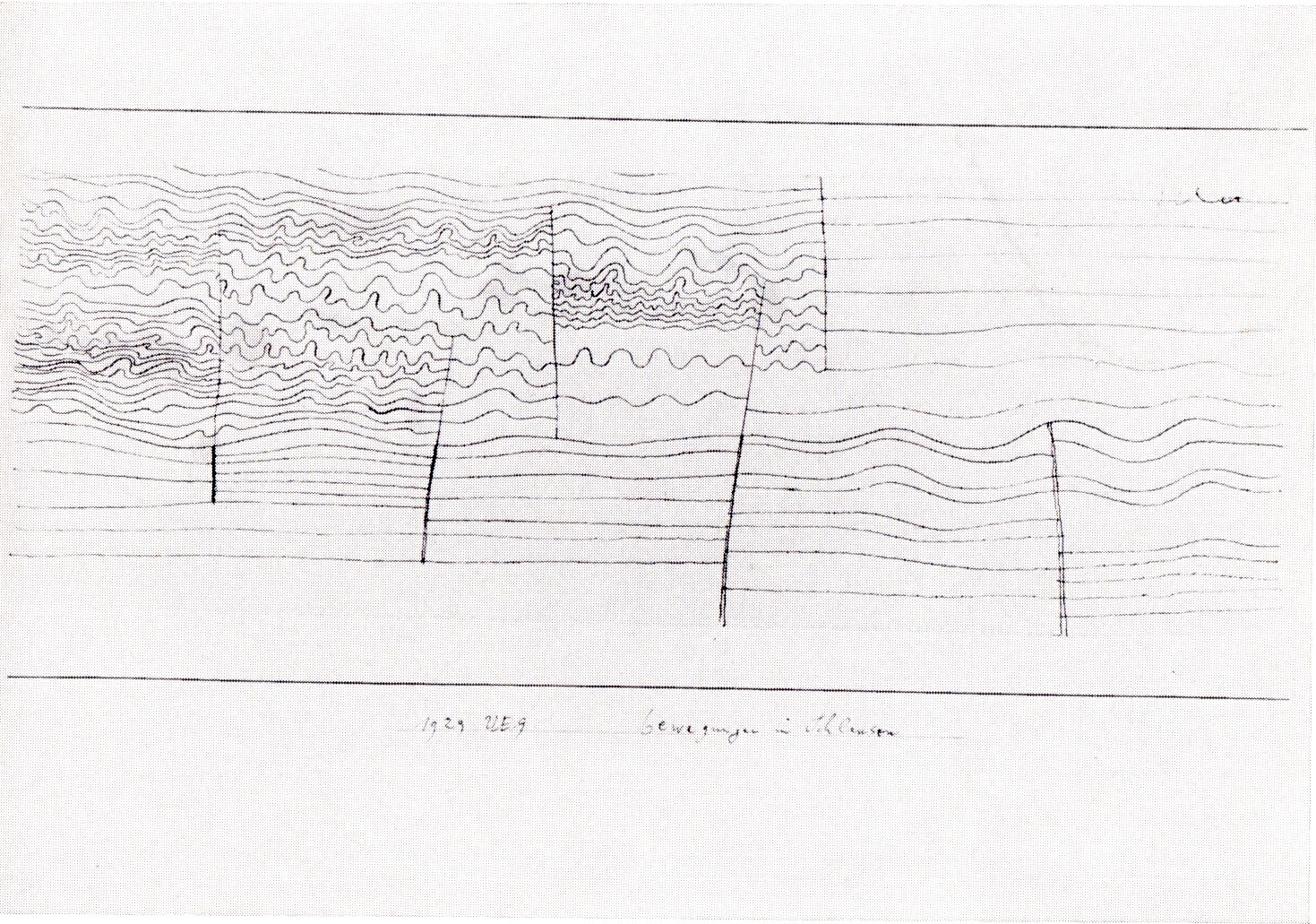
Paul Kleeː Bewegungen in Schleusen, 1929, Federzeichnung. Der Formstrich beschreibt die Form der Wasseroberfläche
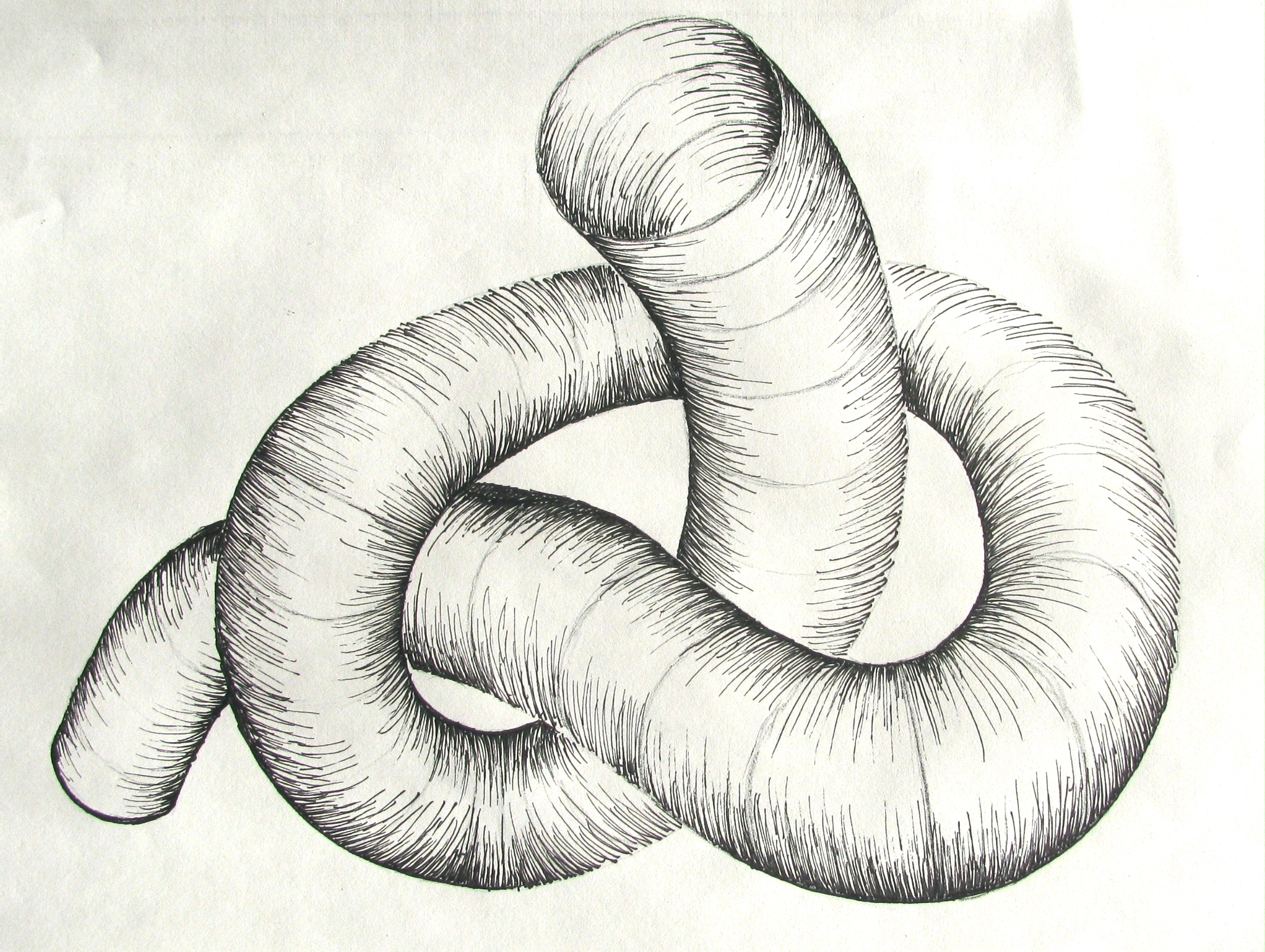
Einfacher Knoten, Formstrich mit Licht- und Schattenwirkung, Fineliner-Zeichnung
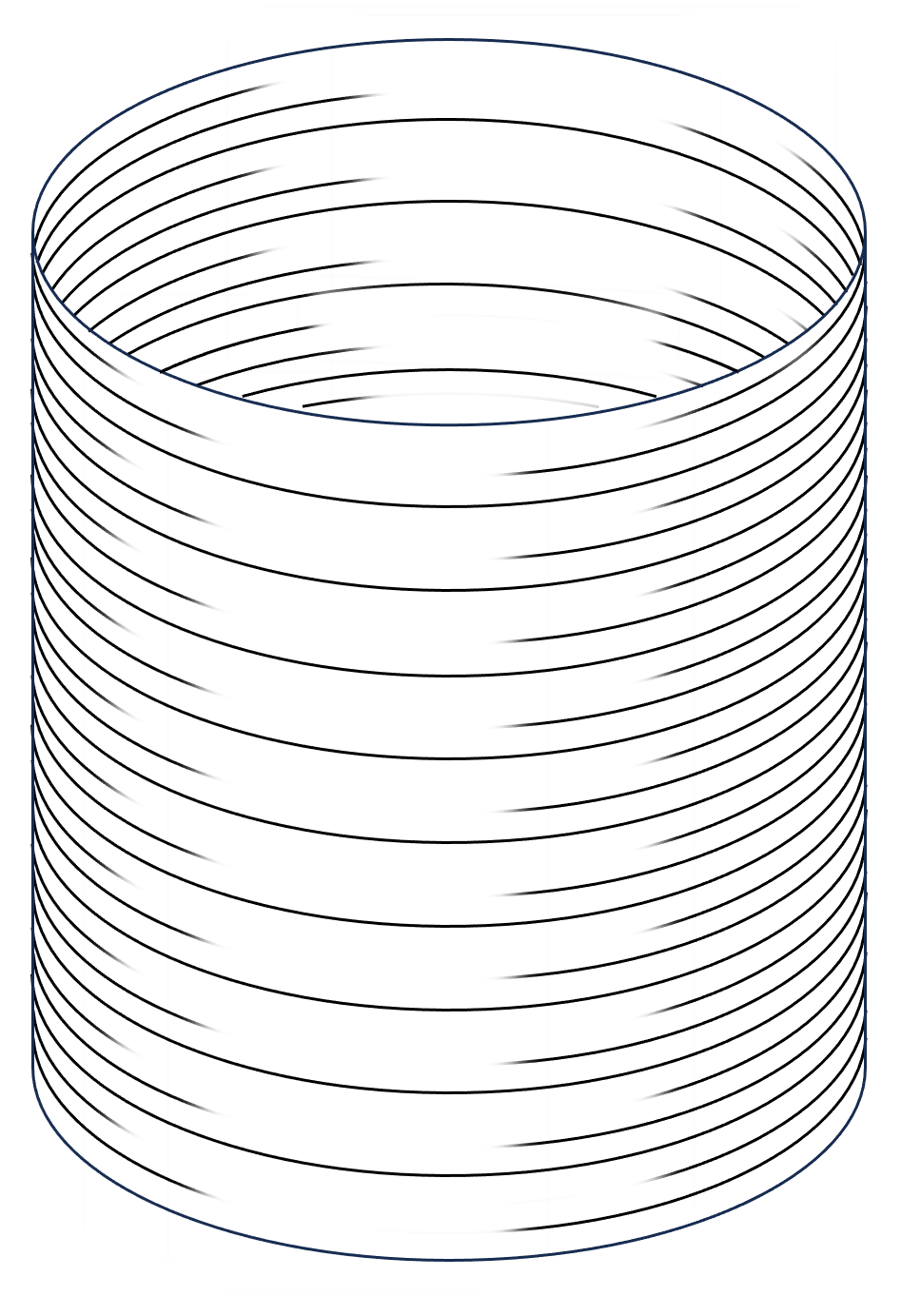
Zylinder, Formstrich mit Licht- und Schattenwirkung, Computergrafik
Kreisförmige Röhre (Torus). Oben/hinten blickt man auf eine entgegengesetzt doppelt gekrümmte Fläche, bei der die Bögen der Formstriche zum mittleren geraden Formstrich hin zeigen. Unten/vorne sieht man eine gleichsinnig doppelt gekrümmte Form und die Bögen der Formstriche sind vom mittleren geraden Formstrich weg gerichtet.
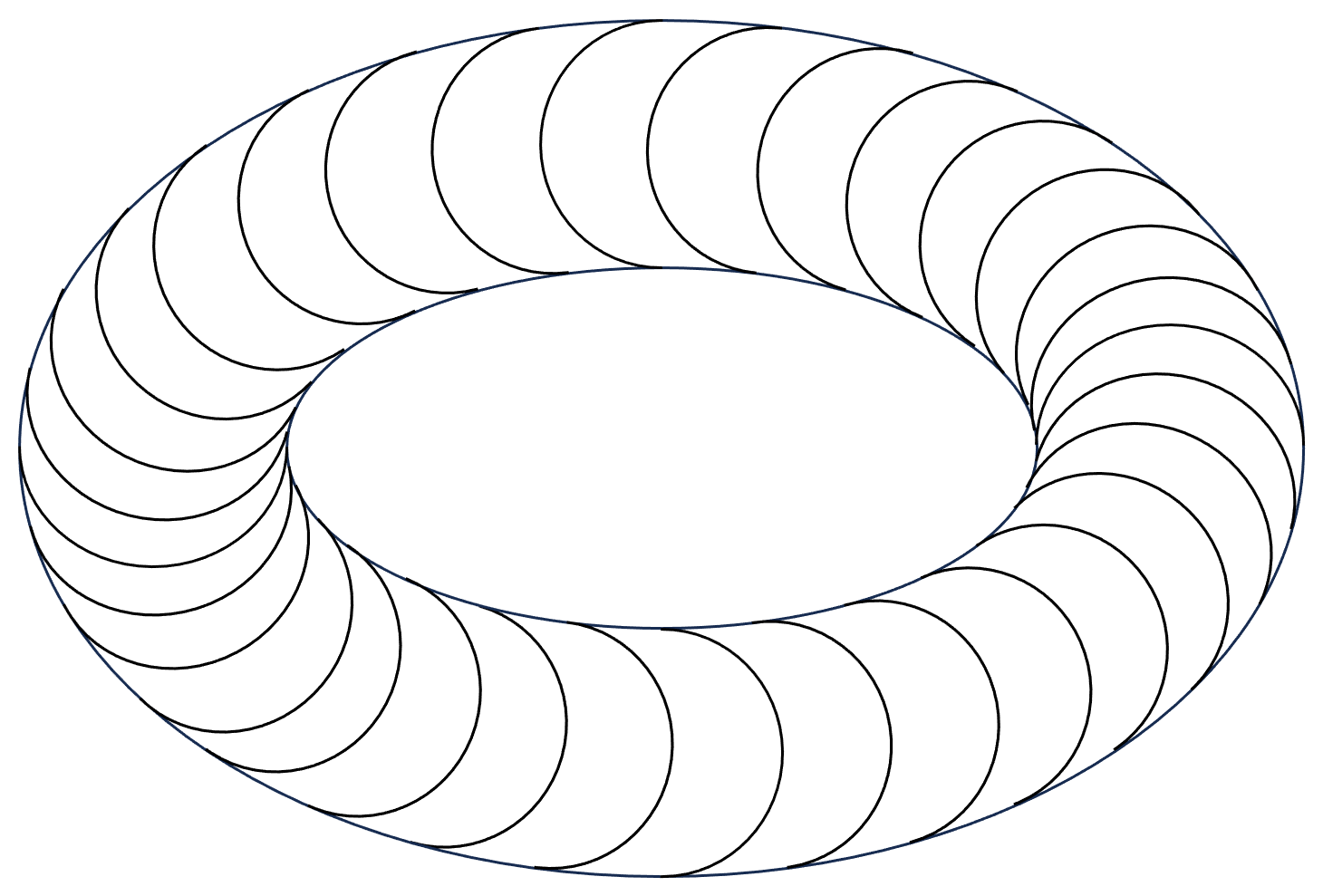
Einfache Variante des Formstrichs bei einer kreisförmigen Röhre (Torus). Der Formstrich besitzt immer die gleiche Rundung.